# Grundfrequenz
Grundfrequenz, auch Grundschwingung oder Grundton genannt, ist ein Begriff aus der Schwingungslehre, Akustik bzw. Elektrotechnik, der die tiefste (unterste) Frequenz in einem Gemisch harmonischer Frequenzen bezeichnet.
Unter Frequenz versteht man die Anzahl von Schwingungen pro Zeit. Die Grundfrequenz beschreibt, wie häufig eine solche Muster-Wiederholung stattfindet.

## Bedeutung
Betrachtet man ein periodisches Signal, bei dem ein bestimmtes Muster über einen gewissen Zeitraum wiederholt wird, so beschreibt die Grundfrequenz, wie häufig das Muster pro Zeitspanne wiederholt wird. In der Akustik wird allgemein eine auditive Bestimmung vorgenommen. In der Realität sind periodische Schwingungen immer mit einem gewissen Anteil an Neben- oder Oberschwingungen behaftet. Dies gilt nicht nur bezüglich Schallwellen, das in Bewegung befindliche Medium kann unterschiedlich sein: Elektronen in Leitern oder im Vakuum, Massenteilchen in der Luft oder sonstigen Medien. 
Angewendet wird der Begriff der Grundfrequenz
- im Bereich der Signalverarbeitung bzw. Nachrichtentechnik, um das Verhalten und die Charakteristik von Schwingungen zu beschreiben.
- im Bereich der Musik, um zu beschreiben, mit welcher Tonhöhe ein musikalischer Ton eines Instruments von einem Zuhörer wahrgenommen wird.
- im Bereich der Mustererkennung, um Periodizitäten zu beschreiben.
- im Bereich der Sprache, um die Frequenz zu beschreiben, mit der die Stimmbänder während stimmhafter Sprache schwingen.

## Signalanalyse
Jedes diskrete Zeitsignal lässt sich als Summe einer endlichen Zahl von Sinusschwingungen der Fourierreihe beschreiben. Zusammengesetzt sind periodische Signale vorrangig aus solchen Schwingungen, deren höherfrequenten Anteile in einem ganzzahligen Verhältnis zur Grundfrequenz stehen; die höherfrequenten Anteile werden als Harmonische bzw. als Oberschwingungen bezeichnet oder in gewissen Zusammenhängen auch als Partialtöne, Teiltöne, Oberton oder Verzerrung. Die zeitliche Länge des Musters der periodischen Schwingung, das sich über einen gewissen Zeitraum wiederholt, bezeichnet man als Periodendauer; die Grundfrequenz ergibt sich als Kehrwert der Periodendauer.
Gemäß der Psychoakustik sind in der Akustik Töne in den meisten Fällen sehr komplex. Eine Unterscheidung zwischen rein harmonischen und in-harmonischen komplexen Tönen ist anhand physikalischer Kriterien praktisch kaum oder nur mit einer gewissen Wahrscheinlichkeit möglich. Im Allgemeinen werden Töne als harmonisch komplex bezeichnet, die periodisch sind und deren Grundton der hauptsächlich wahrgenommene Tonhöhe entspricht.
Die Kenntnis der Grundfrequenz eines Signals ist wichtig für viele Verfahren der Nachrichtentechnik (z. B. in der Sendetechnik) und Signalverarbeitung (z. B. bei der Spracherkennung).

## Musik
Wenn ein Hörer einem musikalischen Klang bzw. Instrument eine Tonhöhe zuordnen kann, wird die wahrgenommene Tonhöhe durch den Grundton und damit die Grundfrequenz beschrieben. 
Z. B. kommen bei einer Gitarrensaite mehrere Arten von Schwingungen gleichzeitig vor: zum einen schwingt die gesamte Saite gleichartig über ihre gesamte Länge; daneben gibt es Schwingungen, bei denen beide Hälften der Saite mit doppelter Frequenz gegeneinander schwingen, Schwingungen mit dreifacher Frequenz auf jeweils 1/3 der Saite usw. Die Schwingung mit der niedrigsten Frequenz (gleichartige Schwingung der gesamten Saite) ist hier die Grundfrequenz, die anderen Schwingungen Oberschwingen.
Es gibt aber auch musikalisch genutzte Klänge, bei denen eine Analyse der Zeitsignale keine feststellbare Periode ergeben würde. Solche Klänge haben keine Grundfrequenz, daher kann ihnen keine Tonhöhe zugeordnet werden. Z. B. besitzen Trommeltöne sehr starke Rauschanteile, selbst (unperiodisches) Schmalbandrauschen kann noch als musikalischer Ton genutzt werden.

## Mustererkennung
Bei Verfahren zur Mustererkennung wird häufig nach Periodizitäten in Signalen gesucht, beispielsweise durch Autokorrelation. Auch hier gibt es den Begriff Grundfrequenz in einer eher erweiterten Form als Wiederholungshäufigkeit von Grundmustern. 
Siehe auch: Wavelet-Transformation

## Sprachwissenschaft
Im Bereich der Sprache bezeichnet der Begriff Grundfrequenz die Frequenz, mit der die Stimmbänder während stimmhafter Sprache schwingen.
Die Bestimmung der Grundfrequenz eines einzelnen Sprechers erscheint als eine einfache Aufgabe der Signalverarbeitung. In der Realität ist die Grundfrequenzbestimmung allerdings seit Beginn der Forschung in diesem Bereich Anfang des 20. Jahrhunderts ein ungelöstes Problem. In der zweiten Hälfte des 20. Jahrhunderts wurden zahlreiche Anstrengungen unternommen und Hunderte von Algorithmen zur Grundfrequenzbestimmung (GFB-Algorithmen) entwickelt. Hess (1983) kommt in seiner wohl umfassendsten Übersicht zu diesem Thema zu dem Ergebnis, dass es den einen GFB-Algorithmus nicht gibt. Er zählt die Grundfrequenzbestimmung „zu den schwierigsten Problemen der Sprachsignalverarbeitung“ und schließt mit der Bemerkung: „Keiner [der Algorithmen] funktioniert für alle Gegebenheiten einwandfrei“.
Hess führt fünf Gründe an, warum die Grundfrequenzbestimmung schwierig ist:
1. Sprache ist nicht stationär. Die augenblickliche Artikulationsstellung des Vokaltraktes kann sich rasch ändern, was zu drastischen Änderungen in der zeitlichen Struktur des Signals führt.
2. Aufgrund der vielen sinnvollen Artikulationsstellungen des Vokaltraktes sowie der Mannigfaltigkeit der menschlichen Stimmen gibt es eine große Anzahl von Zeitstrukturen im Sprachsignal.
3. Der zu untersuchende Frequenzbereich umfasst bis zu vier Oktaven. Dieses bedeutet jedoch nicht, dass der Umfang der Stimme vier Oktaven beträgt, sondern das Spektrum der Formanten, die zur Grundfrequenzbestimmung wichtig sind, erstreckt sich über diesen Bereich.
4. Das Anregungssignal kann unregelmäßig sein.
5. Sprachübertragungssysteme verzerren oder bandbegrenzen das Signal.

Der verwendete Bereich ist von Sprecher zu Sprecher unterschiedlich und hängt u. a. auch davon ab, ob der Sprecher einen Text vorliest oder frei spricht: Untersuchungen zeigen, dass bei gelesener Sprache der Grundfrequenzbereich von einer Oktave nicht überschritten wird.